# وليام بورريس
وليام بورريس (بالإنجليزية: William Burress)‏ مواليد 19 أغسطس 1867 في نيوكومرستاون، الولايات المتحدة - الوفاة 30 أكتوبر 1948 في لوس أنجلوس، هو ممثل أمريكي بدأ مسيرته الفنية سنة 1915. شارك في قرابة 70 فلما. من أعماله الفيلم الصامت معركة القلوب في سنة 1916.

## روابط خارجية
- وليام بورريس على موقع IMDb (الإنجليزية)
- وليام بورريس على موقع أول موفي (الإنجليزية)
- وليام بورريس على موقع قاعدة بيانات برودواي على الإنترنت (الإنجليزية)
- وليام بورريس على موقع قاعدة بيانات الأفلام السويدية (السويدية)
- وليام بورريس على موقع قاعدة بيانات الفيلم (الإنجليزية)